# 沈复 (宋朝)
沈复（12世纪—1186年），字得之，德清（今浙江省德清县）人，宋朝官员。宋孝宗年间为同知枢密院事。
宋高宗绍兴二十一年（1151年）中进士。宋孝宗乾道元年（1165年），担任太常主簿时御前应对，宋孝宗很满意，升任他为宗正丞。乾道七年（1171年），以左朝请郎任直龙图阁、两浙转运判官，权工部侍郎，兼临安府（今杭州市）少尹。次年正月，升任户部侍郎。有一次进宫应对，宋孝宗问他官署财物、所用、方缺的情况，沈复一一奏闻，取出随身所带小册进呈，没有差池。乾道九年（1173年）正月，宋孝宗以张说同知枢密院，户部侍郎沈复端明殿学士、签书枢密院事。十月，以曾怀为右丞相，郑闻参知政事，张说知枢密院事，沈复为左中大夫，同知枢密院事。十二月，经多次请退，罢职改授资政殿大学士，知荆南府（今湖北省荆州市）。淳熙元年（1174年）十二月，以资政殿学士、知荆南府沈复加大学士，为四川宣抚使；新四川制置使范成大，改管内制置使。淳熙二年（1175年）六月，召沈复还朝为同知枢密院事，四川宣抚司废除。九月，同知枢密院事沈复罢职，出任镇江知府。淳熙五年（1178年），转任福建安抚使，以中大夫致仕。淳熙十三年（1186年）沈复卒，谥简肃。著有《四益斋集》。